# 麥可·拉賓 (小提琴家)
麥可·拉賓（英語：Michael Rabin，1936年5月2日—1972年1月19日），美國小提琴家。其生涯甚短，錄音有限，但曲曲精闢。

## 生平
麥可·拉賓是羅馬尼亞裔的猶太移民，出生於一個音樂家庭，父親喬治在紐約愛樂管弦樂團擔任小提琴演奏員，母親珍妮（Jeanne）是一名鋼琴家，出身於茱莉亞音樂學院。7歲時，在雙親的鼓勵下，拉賓開始接觸小提琴，雅沙·海菲茨聽過拉賓的演奏後，建議他向伊凡·加拉米安學習，拉賓遂前往紐約的草山音乐学校（由加拉米安所創辦），以及茱莉亞音樂學院，同加拉米安習琴。1950年1月，13歲的拉賓登上卡內基廳的舞台，演奏亨利·维厄当的第5號協奏曲。1954年12月13日，拉賓在倫敦皇家阿爾伯特廳演奏柴可夫斯基協奏曲。
拉賓在一次卡內基廳的演奏會上中途失足，後來被認為是神經中樞方面的失常，相關的徵狀影響了他的演奏。1972年1月19日，拉賓在紐約的家中再次失足跌倒，並意外猝逝，得年35。
在他短暫的演奏生涯中，拉賓的足跡遍佈美國、歐洲、南美洲、非洲南部及澳洲。

## 作品

### 商業錄音
1958年的帕格尼尼第1號協奏曲錄音，迄今仍被認為是同曲最好的詮釋之一。此外他還錄製了孟德爾頌、格拉祖諾夫、韋尼奧夫斯基、柴可夫斯基、布魯赫等浪漫主義協奏曲。另外，拉賓也留下了部分的巴赫、易沙意無伴奏作品。

## 軼事
- 拉賓的用琴是1735年製的瓜奈里「庫貝利克」（Kubelik）。

## 外部連結
- 麦可·拉宾的Discogs页面（英文）